# Sinus du tarse
Le sinus du tarse (ou creux calcanéo-astragalien ou sinus astragalo-calcanéen) est un canal cylindrique du tarse formé par le sillon du talus formant le toit du sinus, et le sillon calcanéen formant le plancher.

## Structure
Il est globalement en forme d’entonnoir avec un orifice médial étroit situé derrière le sustentaculum tali. Son ouverture externe s'ouvre largement devant la malléole latérale et est fermé par le rétinaculum distal des muscles extenseurs du pied.
Les bords sont reliés par les deux plans du ligament talo-calcanéen interosseux qui sont séparés par du tissu adipeux.
Il sépare les deux articulations constitutives de l'articulation subtalaire : les articulations talo-calcanéennes postérieure et antérieure.

## Anatomie fonctionnelle
Le sinus du tarse participe à la stabilisation de la cheville. Le ligament cervical limitant l'inversion du pied (tournant vers l'intérieur) et le ligament interosseux talo-calcanéen limitant l'éversion (tournant vers l'extérieur).

## Aspect clinique
Une entorse de la cheville peut provoquer un syndrome du canal tarsien.